# Gracilimesus corniculatus
Gracilimesus corniculatus is een pissebed uit de familie Ischnomesidae. De wetenschappelijke naam van de soort is voor het eerst geldig gepubliceerd in 2004 door Brökeland & Brandt.